# خطوط تام الجوية الرحلة 402
خطوط تام الجوية الرحلة 402 (أيضا حادث طائرة ضواحي ساو باولو) طائرة فوكر 100 كانت متجهة من ساو باولو إلى ريو دي جانيرو عبر ريسيفي في 31 أكتوبر 1996 وبعد اقلاع الطائرة بعدة ثواني حصل عطل ميكانيكي ناجم عن عاكس الدفع مما أدي إلى تحطم الطائرة علي 15 منزلا في شوارع ساو باولو مما أدي مقتل 99 شخصا من بينهم 3 علي الأرض وكانت ثالث أسوء حادث طيران في البرازيل قبل حادث تحطم طائرة طيران جول ترانسبورتيس الرحلة 1907 عام 2006 وحادث تحطم خطوط تام الجوية الرحلة 3054 عام 2007.